# Курень

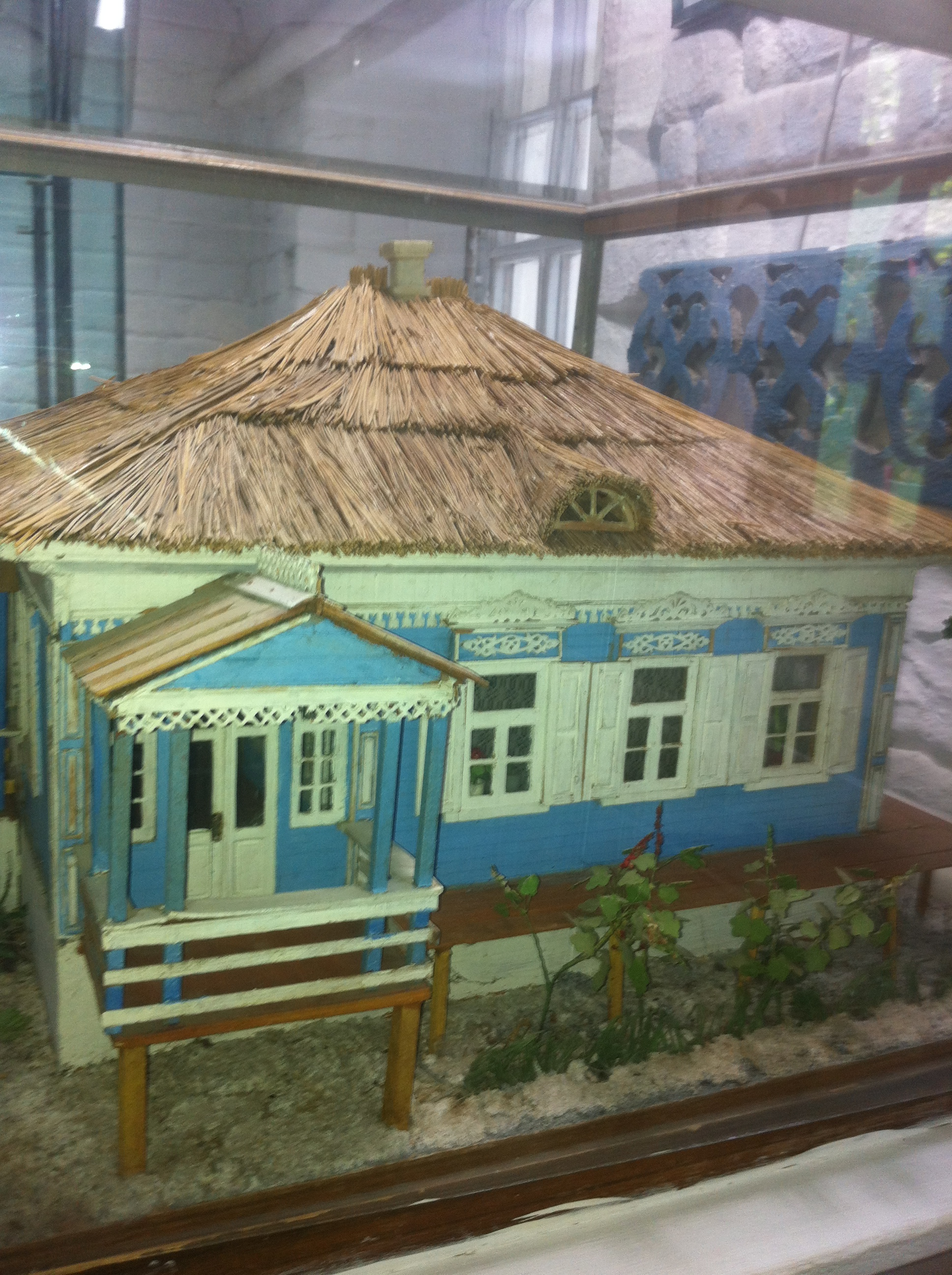
Макет казачьего куреня в музее города Старочеркасска

Куре́нь (от чагат. kuran «толпа», «племя», «отряд воинов»; «пекарня») — казачье (также в некоторых областях Украины изба) жилище, дом.
Современный курень — двухэтажный, «полукаменный», то есть первый этаж – кирпичный (прежде — саманный, из кирпича–сырца), второй — деревянный
У запорожцев куренем называли деревню в 100 домов. Курень (укр. — шалаш, палатка) был в Запорожской Сечи и единицей административного деления: несколько селений казаков (казачье поселение каждого села) составляли курень с куренным атаманом во главе.
В Одессе куренями называют хлипкие постройки у самого моря, построенные из подручного материала.

## История
Исторически «курень» представлял собою и место обитания, и оборонное сооружение. На устройство обычного казачьего жилища, называемого куренем, повлияла речная культура Нижнего Дона и Предкавказья.
Первые казачьи поселения возникали в плавнях (речных камышовых зарослях), жилища имели турлучные стены (то есть плетёные из двух рядов прутьев или камыша и заполненные землёй для тепла и прочности), камышовую крышу с отверстием для выхода дыма. Однако широкие, многокилометровые разливы рек требовали особых построек — свайных, что и повлияло на дальнейшее развитие устройства строений.
Черты свайной постройки легко предполагаются в современном казачьем жилище. Казачий курень — двухэтажный по устройству. И, скорее всего, его второй ярус — это не выросший до второго этажа «подклет», а воспоминание о сваях, на которых когда-то стояли жилища.

Воспоминания запорожца.
… Их было записано 40 тысяч, они делились на 40 куреней, или деревень, каждая по 100 домов. Этот народ, составившийся из представителей различных соседних наций, жил на берегах Днепра против порогов и оттуда расселялся по необъятным степям влево от Ингульца. Они почитали за честь жить холостыми, и законы их запрещали им жить с женщинами, поэтому в их среде и не встречалось последних. Любой беглец из Турции, Греции, Польши, России находил у них приют и мог записаться в запорожцы, если только подчинялся их законам. …— Жильбер Ромм. Путешествие в Крым в 1786 г. — Ленинград: Издание Ленинградского государственного университета, 1941 г. — 79 с.

## Устройство

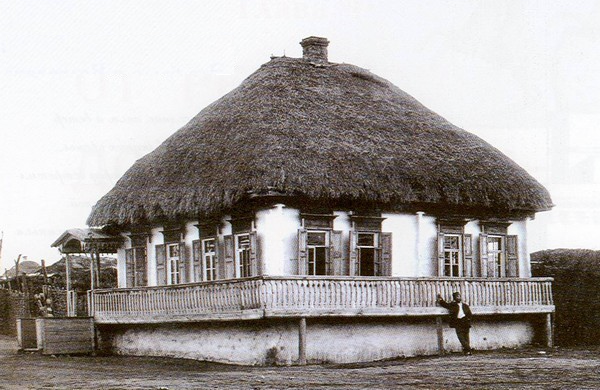
Казачий курень. XIX век.

Казачий курень бывает, как правило, двух видов: типа южнорусской хаты (распространён более на Кубани) и двухэтажного типа (был распространён у верхнедонских казаков, на Кавказе). Последний тип назывался также «полукаменным», то есть первый этаж — кирпичный (прежде — саманный, из кирпича-сырца), второй — деревянный. Характерно, что чем северней поселения, тем первый этаж ниже. На Северском Донце же он больше похож на подвал, хотя характерные черты общей казачьей постройки видны и здесь.
Первый этаж, как правило, не жилой, хозяйственный (считалось, что «жить нужно в дереве, а припасы хранить в камне») — называется «низы». Центром низов является, так называемая, «холодная» комната: без окон, но с небольшими отверстиями в стене, устроенные особым образом, позволяющие так ходить воздуху, что в ней постоянно дул сквознячок, остывший в окружающих эту комнату каморах. Каморы окаймляют «холодную» узким коридором. Входом внутрь служит узкая и низкая дверь, которая обычно открывается внутрь (чтобы легко можно было её подпереть), позволяющая войти только по одному, согнувшись под низкой притолокой (в прошлом за дверью могла быть устроена и яма для незваных гостей).
Главный вход в курень — по крыльцу («порожкам») устроен на второй этаж, окружённый особой террасой («балясами»). Главная комната («зало») отгорожена от входной двери сенями. В красном углу залы (левом напротив входа) — божница, под нею располагался стол (всегда накрытый чистой скатертью). Вдоль стен располагались лавки. Здесь же была печь, стоял «постав» (шкаф для размещения посуды со стеклянными дверцами). В центре залы всегда стоял обеденный стол. Убранство дополняли зеркало, сундук-скрытня, кровать (стоявшая в углу, покрытая байковым или сшитым из лоскутков одеялом).
Из залы дверь вела в спальню — на женскую половину, где стояла большая кровать, висела люлька для младенца, размещался сундук с вещами, прялка и другое. Также из залы выходила дверь на мужскую половину, то есть комнату («гридница», «кунацкая», «молодецкая»), предназначенную для подростков, холостых казаков.
При любом количестве комнат обязательно выделялась в самостоятельное помещение кухня, («стряпная», «стряпка»), где готовили и ели пищу. В кухню выходила одной стороной и печь, размещённая в залу. Здесь она имела и чугунную плиту. Также на кухне располагались шкафы с посудой и припасами.